# Liste der Straßennamen von Winterbach (Schwaben)
Die Liste der Straßennamen von Winterbach listet alle Straßennamen von Winterbach und den Ortsteilen – Delkenmühle, Eisingerhof, Rechbergreuthen, Waldkirch und Waldkirchermühle – auf.

## Liste geordnet nach den Orten
In dieser Liste werden die Straßennamen den einzelnen Orten zugeordnet und kurz erklärt.

### Winterbach
| Straßenname  |                                                                                              |
| ------------ | -------------------------------------------------------------------------------------------- |
| An der Halde | benannt nach dem Ort, an dem in früherer Zeit der Abfall des Dorfes entsorgt wurde           |
| Gartenstraße |                                                                                              |
| Hauptstraße  | Hauptstraße des Dorfes (Kreisstraße GZ 10)                                                   |
| Kirchberg    | benannt nach dem Berg auf dem die Winterbacher Kirche steht                                  |
| Mühlstraße   | benannt nach der Delkenmühle                                                                 |
| Schulstraße  | benannt nach der Winterbacher Schule                                                         |
| Weilerstraße | Straße in dem Dorfteil östlich der Glött, der vom restlichen Dorf durch diese abgetrennt ist |

### Rechbergreuthen
| Straßenname     |                                                   |
| --------------- | ------------------------------------------------- |
| Am alten Weiher | benannt nach dem Dorfweiher                       |
| Dorfstraße      | Hauptstraße des Straßendorfes (Kreisstraße GZ 22) |
| Westliche Lehen | benannt nach dem Flurnamen Lehen                  |

### Waldkirch
| Straßenname                          |                                                                          |
| ------------------------------------ | ------------------------------------------------------------------------ |
| Am Däferberg                         |                                                                          |
| Bachstraße                           | benannt nach dem Flosserlohbach                                          |
| Bergstraße                           | die Straße führt auf den Glöttberg                                       |
| Kirchplatz                           | Platz bei der Waldkircher Kirche                                         |
| Kreisstraße GZ 11 (hat keinen Namen) | Hauptstraße des Ortes (Kreisstraße GZ 11)                                |
| Maiergasse                           |                                                                          |
| Oberdorfstraße                       | Straße im Dorfteil, der an dem das Tal der Glött begrenzenden Hang liegt |
| Unterdorfstraße                      | Straße im Tal der Glött (teilweise Kreisstraße GZ 10)                    |
| Ziegelstraße                         |                                                                          |

In den drei anderen Orten, die in der Gemeinde Winterbach liegen, den Einöden Delkenmühle, Eisingerhof und Waldkirchermühle gibt es keine Straßennamen. Hier haben die Häuser nur Hausnummern.

## Alphabetische Liste
In Klammern ist der Ort angegeben, in dem die Straße ist.
| - Am alten Weiher (Rechbergreuthen) - Am Däferberg (Waldkirch) - An der Halde (Winterbach) - Bachstraße (Waldkirch) - Bergstraße (Waldkirch) - Delkenmühle (Delkenmühle) - Dorfstraße (Rechbergreuthen) - Eisingerhof (Eisingerhof) - Gartenstraße (Winterbach) - Hauptstraße (Winterbach) - Kirchberg (Winterbach) - Kirchplatz (Waldkirch) - Kreisstraße GZ 11 (Waldkirch) | - Maiergasse (Waldkirch) - Mühlstraße (Winterbach) - Oberdorfstraße (Waldkirch) - Schulstraße (Winterbach) - Unterdorfstraße (Waldkirch) - Waldkirchermühle (Waldkirchermühle) - Weilerstraße (Winterbach) - Westliche Lehen (Rechbergreuthen) - Ziegelstraße (Waldkirch) |

| ↑ Zurück zum Inhaltsverzeichnis |